# Men Without Hats
Men Without Hats (littéralement : hommes sans chapeaux) est un groupe synthpop canadien, originaire de Montréal, au Québec. Formé en 1977, ils atteignent un succès commercial dans les années 1980, en particulier avec leur single The Safety Dance, classé premier dans une vingtaine de pays en septembre 1983.

## Biographie

### Débuts
Men Without Hats est formé à Montréal en 1979 comme groupe punk rock avec Ivan Doroschuk (chant), Pete Seabrooke (guitare), Dave Hill (basse), Pierre Paquet (saxophone) et John Gurrin (batterie). Ivan chantait auparavant dans un ancien groupe local appelé Wave 21 avec ses frères Stefan (basse) et Colin Doroschuk (guitare) ainsi que Jérémie Arrobas (chant, claviers). En 1979, Wave 21 se rebaptise Men Without Hats.
Les frères Doroschuk, tous les trois des musiciens confirmés, sont nés à Champaign, dans l'Illinois alors que leur père, canadien, tentait d'obtenir son doctorat. Ils emménagent à Montréal alors qu'ils sont encore jeunes, lorsque leurs parents retournent au Canada. Le nom du groupe s'inspire du fait que les frères, suivant leur principe de l'« apparence avant le confort », refusaient de porter un bonnet pendant les hivers glaciaux à Montréal, se surnommant ainsi « les hommes sans chapeau ».
Outre les frères Doroschuk, le groupe fait participer nombre de membres et invités, qui entrent et quittent durant les cinq premières années d'existence du groupe. Le leader, Ivan Doroschuk, reste le seul membre constant, tandis que Stefan et Colin Doroschuk ainsi que Jérémie Arrobas restent relativement présents durant le début des années 1980.
Leur première sortie est le EP Folk of the 80's (1980). À ce stade, le groupe passe du punk au new wave et se compose officiellement d'Ivan (chant, basse) et Arrobas (claviers). Peu après cette sortie, Martyn part et est remplacé par Jean-Marc Pisapia, qui quittera lui aussi pour former le groupe The Box. Pisapia est brièvement remplacé par Tracy Howe, qui part également pour former Rational Youth. Tracy est remplacée par le claviériste Mike Gabriel. Arrobas et Gabriel quittent le groupe juste avant l'enregistrement du prochain album.

### Succès international
Ivan et Stefan (désormais membres permanents du groupe) recrutent Allan McCarthy (percussions, électronique)  et enregistrent leur premier album, Rhythm of Youth (1982). Le trio atteint le succès au Canada avec The Safety Dance, qui se classe 11e en mai 1983. La chanson atteint bientôt la troisième place aux États-Unis sur le Billboard Hot 100, et devient un hit conséquent sur l'UK Singles Chart (6e). Elle atteint aussi le top 10 de différents pays européens, dont la deuxième place en Nouvelle-Zélande.
Colin (qui a participé à Rhythm of Youth) devient le quatrième membre officiel, et Men Without Hats sort l'album Folk of the 80 (Part III) en 1984. Le single Where Do The Boys Go? atteint le top 40 au Canada, mais l'album n'atteint pas le succès international engendré par Rhythm of Youth. En 1985, le groupe publie le EP Freeways, qui comprend plusieurs remixes en français, anglais et allemand de l'une des premières chansons du groupe, Freeways d'Ivan et Arrobas (1980). Freeways s'avère être quelque part entre les chansons Autobahn de Kraftwerk et Cars de Gary Numan. En soutien au EP, le groupe entreprend une tournée, publiée (en 2006) en DVD sous le titre Live Hats. Avec une toute nouvelle formation, le groupe sort l'album Pop Goes the World en 1987 composé par Ivan, Stefan, et Lenny Pinkas. La chanson-titre atteint la 20e place du Billboard Hot 100, la deuxième du Canadian Singles Chart, et la première en Autriche, elle se retrouve sur la bande sonore du film Date with an Angel.
Leur nouvel album, The Adventures of Women and Men Without Hate in the 21st Century, publié en 1989, comprend une reprise de la chanson SOS du groupe suédois ABBA. Le groupe part ensuite en tournée en soutien à Pop Goes the World, avec Bruce Murphy aux claviers et à la guitare, Marika Tjelios à la basse, Richard Sampson à la batterie, et Heidi Garcia au chant et claviers.
L'album Sideways (1991), dominé par la guitare électrique plutôt que les claviers, révèle un changement musical, en partie à cause d'Ivan et de son penchant pour Nirvana. Selon Ivan, « On avait des obligations contractuelles pour un dernier album avec Polygram, alors je leur ai dit qu'on prendrait la moitié du budget pour créer la musique qu'on voulait enregistrer… alors on l'a fait en privilégiant la guitare plutôt que les claviers, mais Polygram était horrifié. 'Men Without Hats sans claviers est en congé' disaient-ils, et ça a sonné notre fin avec Polygram. »
Le groupe se sépare en 1993 faute d'avoir su attirer l'intérêt du label américain pour la sortie de Sideways. Le dernier concert s'effectue avec le guitariste Denis D'Amour remplaçant Matte et Kastner.

### Retour
Ivan reforme Men Without Hats en 2010 en tant que leader et chanteur, et recrute de nouveaux musiciens lors de différentes auditions. Le groupe débute le 24 septembre 2010 au Rifflandia Music Festival de Victoria, en Colombie-Britannique, jouant dix chansons issues du catalogue de Men Without Hats. Le groupe désormais de retour, est décrit par Austin American-Statesman comme tel : « le chanteur Ivan Doroschuk et quelques flingueurs engagés » et par Stefan comme un groupe hommage. Grâce aux bonnes réactions, le groupe ouvre sa tournée Dance If You Want Tour en mars 2011 et joue au festival South by Southwest à Austin, Texas.
Love in the Age of War, produit par Dave Ogilvie de Skinny Puppy, est publié en juin 2012 et bien accueilli. Ogilvie et Doroschuk réussissent à reproduire fidèlement leur synthétiseur des années 1980, dans la lignée de Rhythm of Youth (1982).
Le 23 mars 2025, la recomposition du groupe jouera sur la scène de Star Académie lors du 10e gala.

## Membres

### Membres actuels
- Ivan Doroschuk – chant, guitare, basse, claviers, synthétiseurs, programmation de la batterie (1977–1993, 2002–2003, 2010–2018)
- Louise Dawson – claviers (2010–2018)
- Rachel Ashmore – claviers (2012–2018)
- Sho Murray – guitare (2016–2018)

### Anciens membres
Wave 21
- Ivan Doroschuk - chant (1977-1979)
- Colin Doroschuk – guitare (1977–1979)
- Stefan Doroschuk – basse (1977–1979)
- Jérémie Arrobas – claviers (1977–1979)

Men Without Hats
- Cette liste peut inclure des musiciens de studio dont l'appartenance au groupe ne peut être confirmée.
- Stefan Doroschuk – chœurs, guitare, basse (1979–1993, 2002–2003)
- Colin Doroschuk – chœurs, guitare, basse, (1979–1986, 1990–1993)
- Jérémie Arrobas – claviers, batterie (1979–1980)
- Lysanne Thibodeau – chœurs (1980)
- Roman Martyn – guitare (1980)
- Jean-Marc Pisapia – guitare, chant, chœurs (1980)
- Tracy Howe – guitare (1980)
- Mike Gabriel – claviers (1980–1982)
- Allan McCarthy – claviers (1981–1986)
- Al Gunn – basse (1984–1986)
- Denis Toupin – batterie (1984–1986)
- Lenny Pinkas – claviers (1984–1990)
- Marika Tjelios – basse, chœurs (1986–1990)
- Richard Samson – batterie (1986–1990)
- Heidi Garcia – claviers, chœurs (1986–1990)
- Félix Matte – guitare (1990–1993)
- John Kastner – guitare (1990–1993)
- Michel Langevin – batterie (1990–1993)
- Derek Mansfield – synthés, programmation (2009-2010)
- Mark Olexson – claviers (2010–2012)
- James Love – guitare, basse (2010–2016)

## Discographie

### Albums studio
- 1982 : Rhythm of Youth - Réédité en 2010 avec 4 chansons en versions alternatives.
- 1984 : Folk of the 80's (Part III)
- 1987 : Pop Goes the World (1987)
- 1989 : The Adventures of Women and Men Without Hate in the 21st Century
- 1991 : Sideways
- 2003 : No Hats Beyond This Point
- 2012 : Love in the Age of War[17]
- 2022 : Men Without Hats Again (Part 2)

### EP
- 1980 : Folk of the 80's
- 1985 : Freeways - Contient 8 chansons dont une reprise de Antartica, plus 4 remix de la pièce-titre.
- 2021 : Men Without Hats Again (Part 1)

### Compilations
- 1996 : Collection
- 1997 : Greatest Hats
- 1997 : The Very Best of Men Without Hats
- 2006 : My Hats Collection
- 2008 : The Silver Collection

### DVD
- 2006 : Live Hats ! (Freeways Tour) - Enregistré à Montréal en 1985